# Barbara Merlin
Barbara Merlin (* 12. Januar 1972 in Turin) ist eine ehemalige italienische Skirennläuferin. Sie war auf die Disziplinen Abfahrt und Super-G spezialisiert.

## Biografie
Die drei Jahre ältere Schwester von Alessandra Merlin begann ihre Karriere mit Einsätzen bei FIS-Rennen und im Europacup. Ihr bestes Ergebnis bei Juniorenweltmeisterschaften war 1989 der fünfte Platz in der Abfahrt. Ab 1991 wurde sie auch im Weltcup eingesetzt. Die ersten Weltcuppunkte holte sie am 8. Dezember 1991, als sie in Santa Caterina Vierte im Riesenslalom wurde. In der Folge gelang es ihr jedoch nicht, sich an der Weltspitze zu etablieren, nur vereinzelt gelangen ihr Ergebnisse unter den besten zehn.
Ihre erfolgreichste Saison hatte Merlin im Winter 1994/95. Am 22. Januar 1995 erzielte sie das beste Weltcupergebnis ihrer Karriere, als sie die Abfahrt auf der Tofana in Cortina d’Ampezzo auf dem zweiten Platz beendete. Beim Weltcupfinale auf der Pista Stelvio in Bormio folgte ein dritter Platz. Weitere Podestplatzierungen blieben in der Folge aus. Bei den Weltmeisterschaften 1996 in der Sierra Nevada wurde sie in der Abfahrt Vierte und verpasste eine Medaille um neun Hundertstelsekunden.
Ab 1998 startete Merlin fast nur noch im Europacup. Schließlich erklärte sie im April 2000 anlässlich der italienischen Meisterschaften ihren Rücktritt vom Spitzensport.

## Erfolge

### Olympische Spiele
- Albertville 1992: 16. Super-G, 16. Riesenslalom
- Lillehammer 1994: 25. Abfahrt
- Nagano 1998: 23. Super-G

### Weltmeisterschaft
- Morioka 1993: 21. Abfahrt, 23. Super-G
- Sierra Nevada 1996: 4. Super-G, 13. Kombination, 25. Abfahrt
- Sestriere 1997: 9. Super-G, 10. Abfahrt

### Weltcup
- Saison 1994/95: 6. Abfahrtswertung
- Saison 1995/96: 9. Abfahrtswertung, 8. Kombinationswertung
- 2 Podestplätze, 19 weitere Platzierungen unter den besten zehn

### Europacup
- Saison 1991/92: 9. Riesenslalomwertung
- Saison 1994/95: 5. Super-G-Wertung
- Saison 1999/00: 5. Super-G-Wertung

### Juniorenweltmeisterschaft
- Aleyska 1989: 5. Abfahrt, 15. Slalom, 20. Riesenslalom
- Zinal 1990: 19. Abfahrt, 22. Riesenslalom
- Geilo/Hemsedal 1991: 10. Kombination, 14. Super-G, 16. Riesenslalom, 20. Slalom, 28. Abfahrt

### Weitere Erfolge
- 3 italienische Meistertitel (Abfahrt 1992, Kombination 1993, Super-G 1994)